# Mel Lisboa
Mel Lisboa Alves (Porto Alegre, 17 gennaio 1982) è un'attrice, cantante e conduttrice televisiva brasiliana.

## Biografia
Mel Lisboa è figlia dell'astrologa Cláudia Lisboa Alves e del musicista Bebeto Alves, nonché cugina del comico Rafinha Bastos. Ha studiato storia del cinema all'Universidade Federal Fluminense (UFF), ma senza laurearsi. 
Ha debuttato come attrice nel 2001, recitando in una miniserie di Rede Globo, Presença de Anita, dove ha interpretato l'omonima protagonista, una giovane donna misteriosa e seducente. In seguito è apparsa in varie telenovelas e nel film Romeo e Giulietta finalmente sposi
Attiva anche in teatro, ha impersonato la cantante Rita Lee nello spettacolo Rita Lee Mora ao Lado - O Musical, diretto da Márcio Macena e Débora Dubois e basato sul libro Rita Lee Mora ao Lado dello scrittore Henrique Bartsch. 

## Vita privata
Mel Lisboa ha sposato l'attore Daniel Alvim nel 2004. La coppia ha divorziato nel 2008. Nello stesso anno l'attrice è convolata a nuove nozze col musicista Felipe Rosseno. Da questo matrimonio, naufragato nel 2024 , sono nati due figli: una femmina, Clarice, e un maschio, Bernardo. 
Si è dichiarata atea.

## Filmografia parziale

### Cinema
- Romeo e Giulietta finalmente sposi (O Casamento de Romeu e Julieta), regia di Bruno Barreto (2005)

### Televisione
- Presença de Anita (2001)
- Desejos de Mulher  (2002)
- Como uma Onda (2004)
- Sete Pecados (2007)
- Sansão e Dalila (2011)
- Pecado Mortal (2013)
- Os Dez Mandamentos (2015)
- La cosa più bella (Coisa Mais Linda) (2019)

## Riconoscimenti
Prêmio Contigo!
- 2002 – Premio come miglior attrice rivelazione nel film Presença de Anita[3]

Gramado Film Festival
- 2006 – Premio come miglior attrice nel film Sonhos e Desejos[4]